# Filmografija Ingrid Bergman

## Filmografija
| Godina  | Originalni naslov                                    | Hrvatski naslov             | Uloga                             |
| 1930-te | 1930-te                                              | 1930-te                     | 1930-te                           |
| ------- | ---------------------------------------------------- | --------------------------- | --------------------------------- |
| 1932.   | Landskamp                                            |                             | Djevojka u redu                   |
| 1935.   | Munkbrogreven                                        |                             | Elsa Edlund                       |
| 1935.   | Bränningar                                           |                             | Karin Ingman                      |
| 1935.   | Swedenhielms                                         | Swedenhielmovi              | Astrid                            |
| 1935.   | Valborgsmässoafton                                   |                             | Lena Bergström                    |
| 1936.   | På solsidan                                          | Na sunčanoj strani          | Eva Bergh                         |
| 1936.   | Intermezzo                                           |                             | Anita Hoffman                     |
| 1938.   | Dollar                                               | Dolar                       | Julia Balzar                      |
| 1938.   | En kvinnas ansikte                                   | Ženino lice                 | Anna Holm, ili Anna Paulsson      |
| 1938.   | Die Vier Gesellen                                    |                             | Marianne                          |
| 1939.   | En enda natt                                         | Samo jedna noć              | Eva Beckman                       |
| 1939.   | Intermezzo                                           |                             | Anita Hoffman                     |
| 1940-te |                                                      |                             |                                   |
| 1940.   | Juninatten                                           | Lipanjska noć               | Kerstin Norbäc - ili Sara Nordanå |
| 1941.   | Adam Had Four Sons                                   | Adam je imao četiri sina    | Emilie Gallatin                   |
| 1941.   | Rage in Heaven                                       |                             | Stella Bergen Monrell             |
| 1941.   | Dr. Jekyll and Mr. Hyde                              | Dr. Jekyll i g. Hyde        | Ivy Peterson                      |
| 1942.   | Casablanca                                           |                             | Ilsa Lund                         |
| 1943.   | For Whom the Bell Tolls                              | Kome zvono zvoni            | María                             |
| 1943.   | Swedes in America (kratki film)                      |                             | Ona sama                          |
| 1944.   | Gaslight                                             | Plinsko svjetlo             | Paula Alquist Anton               |
| 1945.   | Saratoga Trunk                                       |                             | Clio Dulaine                      |
| 1945.   | Spellbound                                           | Začarana                    | Dr. Constance Petersen            |
| 1945.   | The Bells of St. Mary's                              | Zvona Svete Marije          | Sestra Marija Benedikt            |
| 1946.   | American Creed (kratki film)                         |                             | Ona sama                          |
| 1946.   | Notorious                                            | Ozloglašena                 | Alicia Huberman                   |
| 1948.   | Arch od Triumph                                      | Slavoluk pobjede            | Joan Madou                        |
| 1948.   | Joan of Arc                                          | Ivana Orleanska             | Ivana Orleanska                   |
| 1949.   | Under Capricorn                                      | U znaku jednoroga           | Lady Henrietta Flusky             |
| 1950-te |                                                      |                             |                                   |
| 1950.   | Stromboli                                            |                             | Karin                             |
| 1952.   | Europa '51                                           |                             | Irene Girard                      |
| 1953.   | Siamo donne (segment: "Ingrid Bergman")              | Mi, žene                    | Ona sama                          |
| 1954.   | Giovanna d'Arco al rogo                              |                             | Giovanna d'Arco (Ivana Orleanska) |
| 1954.   | Viaggio in Italia                                    | Put u Italiju               | Katherine Joyce                   |
| 1954.   | La Paura                                             | Strah                       | Irene Wagner                      |
| 1956.   | Anastasia                                            | Anastazija                  | Anna Koreff/Anastazija            |
| 1956.   | Elena et les hommes                                  | Helena i muškarci           | Helena Sokorowska                 |
| 1958.   | Indiscreet                                           | Indiskrecija                | Anna Kalman                       |
| 1958.   | The Inn of the Sixth Happiness                       | Svratište šeste sreće       | Gladys Aylward                    |
| 1960-te |                                                      |                             |                                   |
| 1961.   | Aimez-Vous Brahms?                                   | Volite li Brahmsa?          | Paula Tessier                     |
| 1961.   | Auguste                                              | Kolka, moj prijatelj        | (Nepotpisani cameo)               |
| 1964.   | The Visit                                            | Posjet                      | Karla Zachanassian                |
| 1964.   | The Yellow Rolls-Royce                               | Žuti Rolls-Royce            | Gerda Millett                     |
| 1967.   | Stimulantia (Epizoda: "The Necklace")                |                             | Mathilde Hartman                  |
| 1969.   | Cactus Flower                                        | Kaktusov cvijet             | Stephanie Dickinson               |
| 1970-te |                                                      |                             |                                   |
| 1970.   | Henri Langlois (dokumentarac)                        |                             | Ona sama                          |
| 1970.   | Walk in the Spring Rain                              | Šetnja po proljetnoj kiši   | Libby Meredith                    |
| 1973.   | From the Mixed-Up Files of Mrs. Basil E. Frankweiler |                             | Gđa. Frankweiler                  |
| 1974.   | Murder on the Orient Express                         | Ubojstvo u Orijent Expressu | Greta Ohlsson                     |
| 1976.   | A Matter of Time                                     | Pitanje vremena             | Countess Sanziani                 |
| 1978.   | Höstsonaten                                          | Jesenja sonata              | Charlotte Andergast               |

## Televizijski krediti
| Godina | Produkcija                                             | Uloga                  |
| ------ | ------------------------------------------------------ | ---------------------- |
| 1959.  | Startime: The Turn of the Screw                        | Guvernanta             |
| 1961.  | 24 Hours in a Woman's Life                             | Clare Lester           |
| 1963.  | Hedda Gabler                                           | Hedda Gabler           |
| 1966.  | Ljudski glas                                           | nepoznata (monolog)    |
| 1977.  | Velike izvedbe: Childhood                              | Voditeljica            |
| 1979.  | The American Film Institute Salute to Alfred Hitchcock | Ona sama (voditeljica) |
| 1982.  | Žena zvana Golda                                       | Golda Meir             |

## Vanjske poveznice
- Ingrid Bergman u internetskoj bazi filmova IMDb-u (engl.)